# Timecop (comic)
Pour les articles homonymes, voir Timecop.
Timecop a d'abord été publié en une histoire en trois parties, Time Cop: A Man Out of Time (Time Cop : Un homme hors du temps), dans les comics Dark Horse Comics no 1 à 3 (d'août à octobre 1992) et ensuite en deux tomes adaptant le film homonyme, écrits par Mark Verheiden et dessinés par Ron Randall, tous deux publiés au moment de la sortie dudit film, en septembre 1994. Le scénario du film a été écrit par Mike Richardson, le fondateur de Dark Horse Comics. Le film a également été suivi d'un jeu vidéo en 1995, puis d'une série télé en 1997 et d'une suite en 2003.